# Joan Vila i Grau
Joan Vila i Grau (Barcellona, 14 agosto 1932 – Barcellona, 11 novembre 2022) è stato un pittore e vetraio spagnolo.
Figlio dell'artista Antoni Vila Arrufat, Vila i Grau studiò all'Escuela Técnica Superior de Arquitectura de Barcelona dal 1950 al 1955, per poi dedicarsi alla pittura.
Interessato all'arte liturgica, si è specializzato in vetrate per edifici religiosi, realizzando in particolare quelle della Sagrada Família. Ha lavorato in diverse città catalane e ha realizzato opere anche in Andorra, Alaior, Saragozza, Granada, Madrid, Cadice, Corrientes e Cincinnati, collaborando in un paio di occasioni con Joan Miró.
Vila i Grau si affermò come teorico, fondando la rivista Qüestions d'Art e ha scritto opere come Els vitrallers de la Barcelona modernista, Descoberta de la taula de vitraller de Girona, El vitrall renaixentista, Le vitrail dans l'architecture de Gaudí.
Vilai Grau è stato direttore dell'Instituto del Vitral di Barcellona, membro della Reial Academia Catalana de Belles Arts de Sant Jordi e membro della Reial Acadèmia de Ciències i Arts de Barcelona. Nel 2010 ha ricevuto la Creu de Sant Jordi dalla Generalitat de Catalunya.
Joan Vila-Grau è morto a Barcellona l'11 novembre 2022, all'età di 90 anni.